# Leptolalax firthi
Leptolalax firthi là một loài cóc mày được phát hiện tại các cánh rừng thường xanh miền trung Việt Nam năm 2010 và công bố mô tả trên tạp chí Zootaxa 3321 (trang 56-68) năm 2012.

## Phát hiện
Vào mùa mưa tháng 7 năm 2007, bà Jodi Rowley ở bảo tàng Úc và các đồng nghiệp đã tìm thấy hai cá thể cái trong các khu rừng tỉnh Quảng Nam có kích thước lướn hơn và màu nhạt hơn so với các loài khác cùng chi đã biết trước đó. Tháng 7 năm 2009, họ lại tìm thấy ba cá thể cái nữa ở tỉnh Kon Tum. Mãi đến mùa khô tháng 3, tháng 4 năm 2010 họ mới quan sát thấy hàng loạt cá thể đực của giống này tại Kon Tum.

## Mô tả
Leptolalax firthi có màu da lưng đồng màu nâu (không có đốm đen hay nâu sậm như các loài khác trong cùng chi), các nốt sần đều như cát; da bụng và ngực màu trắng trong. Kích thước trung bình con đực 26.4 – 29.2 mm, con cái 25.7 – 36.9 mm. Tiếng kêu của các con đực có từ 2 đến 5 nốt với tần số 5,4-6,6 kHz (ghi nhận ở nhiệt độ 18,3-21,2 °C).
Khác biệt với các loài cùng chi được khẳng định lại qua phân tích gen với sự khác biệt 16S rRNA > 10%.

## Phân bổ
Cóc mày Leptolalax firthi được ghi nhận phát hiện tại các cánh rừng thường xanh ven bờ suối ở độ cao 860 - 1720 mét thuộc tỉnh Kon Tum (Tây Nguyên) và Quảng Nam (Nam Trung Bộ Việt Nam).